# Perizoma mediangularis
Perizoma mediangularis là một loài bướm đêm trong họ Geometridae.